# EnergyShift
EnergyShift（エナジーシフト）は、日本最大級の脱炭素をテーマにしたメディア。元外務省外交官の前田雄大が編集長を担う。
日々世間を賑わせている「脱炭素」。もっと広く多くの方に関心を持ってもらいたいという想いのもと、「脱炭素を面白く」をコンセプトに据えている。来たる脱炭素社会の実現に向け、世界中のエネルギーや気候変動関連ニュースの中から、独自の視点で選んだ最新の脱炭素トピックスを毎日発信。

## 沿革
2019年6月13日に日本初のエネルギー業界向けニュースアプリとしてサービスを開始。
2020年2月25日にリリースされたWeb版は、PCやスマホから全ての記事を無料で閲覧することが可能。
2020年10月28日にYouTubeチャンネル『エナシフTV』を開始。開始から1年で、チャンネル登録者数3万人を超える。

## サービス

### 専門家ニュース
エナシフ編集部などの専門家により、注目企業やキーパーソン、動向を独自の視点で取材・執筆。

### 最新ニュース
脱炭素に関係する業界動向や企業動向を、いち早く取り上げて紹介。

### サステナブルガイド
エネルギーや気候変動に関する情報を、初心者にもわかりやすく解説しているコラム。

### エナシフTV
ESG関連や投資等の議論にまで役立つ最新のトピックスを動画でわかりやすく紹介。ゲストを招き、脱炭素を語り合うスペシャルディスカッションもYoutube Liveにて開催。

### メールマガジン
毎日配信した記事をメールで案内。他にも、アクセスランキングやセミナーの案内がある。

## 運営会社
株式会社afterFITのメディア事業部よりリリース。同社は2016年（平成28年）10月設立。
社名のafterFITは、FIT制度（電気事業者による再生可能エネルギー電気の調達に関する特別措置法。通称「FIT法」）が終了しても、再生可能エネルギーの普及・維持・活用を目指そうと名付けられた。